# Конопниця (Равський повіт)
Конопниця (пол. Konopnica) — село в Польщі, у гміні Рава-Мазовецька Равського повіту Лодзинського воєводства.
Населення — 405 осіб (2011).
У 1975-1998 роках село належало до Скерневицького воєводства.

## Демографія
Демографічна структура станом на 31 березня 2011 року:
|          | Загалом | Допрацездатний вік | Працездатний вік | Постпрацездатний вік |
| -------- | ------- | ------------------ | ---------------- | -------------------- |
| Чоловіки | 188     | 34                 | 132              | 22                   |
| Жінки    | 217     | 34                 | 123              | 60                   |
| Разом    | 405     | 68                 | 255              | 82                   |